# ハクション中西
ハクション中西（ハクションなかにし、1979年2月24日 - ）は、フリーのお笑い芸人である。
本名は中西 洋一（なかにし よういち）。元々はよしもとクリエイティブ・エージェンシーで「ルービック」「さかなDVD」などのコンビとしても活動していた。

## 略歴
- 身長176cm。血液型O型。
- 2002年4月、NSC大阪校に25期生として入学。「ルービック」というコンビで活動後、2005年に1年後輩の花岡 翔と共に「さかなDVD」を結成。
- 「さかなDVD」時代はbaseよしもとのワラbメンバー、そしてbase閉館後は5upよしもとセカンドメンバーとして活躍。しかし2011年3月、コンビを解散[1]。
- コンビ解散後しばらくは吉本所属のままピン芸人「ハクション中西」として活動。しかしほどなくして吉本を退社して、フリーの芸人となる。
- フリー転向後は味園ビルのなんば紅鶴やなんば白鯨、OCAT、肥後橋アワーズルームなどを中心に活動しつつ、単独ライブ、企画ライブなどを積極的に開催。さらに竹内義和との「30点ラジオ」[2]、DNA池上（地獄の遺伝子）との「広めるラジオ」[3]などインターネットラジオも配信。
- 1度目のフリー時代には街裏ぴんくとのツーマンライブ「もうおもろいやろ」、さらには当時コンビ結成直後だった粗品（霜降り明星）とのツーマンライブ「炎の五番勝負」なども実施。
- 2018年、スパンキープロダクションに所属。しかし2022年に退社し、再度フリーとして活動を開始。
- 2018年2月、「スピードワゴンの月曜The NIGHT」（AbemaTV）の『珍味だらけの奇人芸人レストラン』に出演。ブレイク直前の金属バットらと共に奇人芸人として出演しネタを披露、これがきっかけで知名度が上昇。以降も同番組には番組終了まで定期的に出演。
- 2020年から約1年間、YouTubeでアニメチャンネル「ヌアンス刑務所」の作・演出を担当[4]。
- 長年に渡って実家暮らしをしており、「子供部屋おじさん」として「カンニング竹山のTHE NIGHT」（AbemaTV）にも出演していたが、2021年から一人暮らしを始める。
- 2022年、突然の芸人引退を発表。さらに翌年2023年から朗読家に転身。しかし同年9月、わすが9ヶ月での芸人復帰を発表[5]。
- 2024年、東京進出。それと同時にトレードマークだった坊主頭を辞め、髪を伸ばし始める。
- 2024年7月、杉並区立勤労福祉会館ホールで行われた「ヤングvsにぼしいわし全面戦争」ににぼしいわし軍として参戦し、この年のR-1グランプリ王者でもある盟友・街裏ぴんくと直接対決。審査委員長の黒木すず（スーズ）のジャッジにより、見事勝利を収めた。

## 人物
- 家族構成は父・母と弟2人。
- 自他共に認める愛犬家であり、かつてはパピヨンの「パピ」、現在はマルチーズの「ココ」を実家で飼っている。パピが亡くなった当日が単独ライブ当日であり最期は見届けることができなかったものの、後日ライブのDVDを販売したところエンディングで犬の鳴き声が入っていたという怪談を持っている[6]。
- 「天才芸人」と自称するほどネタには自信を持っており、過去には毎月の単独ライブ「泣き虫ライブ」を実施。
- 基本的にほぼ毎日自宅からツイキャスで有料配信を行っている。
- メンタルが乱高下しやすく、Xの投稿数やツイキャスの配信回数が一時的に増える事が多い。
- 後輩芸人からの支持も厚く、ヤングはYouTube「ヤング・チャンネル」の企画として、ハクション中西が書いたネタで当時所属していた劇場「楽屋A」のバトルライブに挑戦した。さらに大西進（黒帯）は「本当に面白い芸人」としてハクション中西・ヤングの名前を挙げている。
- 大阪時代はなんば白鯨でバーテンダーもしていた。
- ネタ作家としても活動しており、2019年のAマッソ第6回単独ライブ「欄編集長の逆説」にはスタッフとしても参加[7]。

## 出演
- コンビ時代の出演はさかなDVDの頁を参照

### インターネットテレビ
- スピードワゴンの月曜The NIGHT（AbemaTV）
- カンニング竹山のTHE NIGHT（AbemaTV）
- おちゅーんLIVE!（YouTube Live・ニコニコ生放送）

### ラジオ
- 竹内義和とハクション中西の30点ラジオ（YouTube）
- 広めるラジオ（もっこもこラジオ）
- 笑い飯の金曜お楽しみアワー（MBSラジオ）

## 単独ライブ

### 2012年
- 「泣き虫ライブ」（4月20日・4月27日・5月25日・5月28日・6月8日・6月10日、大阪・ライブシアターなんば白鯨/7月21日・8月29日・9月23日・10月27日・11月17日・12月22日、大阪・OCAT難波市民学習センター）

### 2013年
- 「泣き虫ライブ」（1月6日・2月16日・3月8日・4月27日・5月3日・6月29日・7月28日・8月10日、大阪・OCAT難波市民学習センター）

### 2014年
- 「タイソン、耳噛んじゃダメですよ」（2月1日、大阪・肥後橋アワーズルーム）
- 「泣き虫ライブ」（7月27日・8月17日・9月21日・10月26日・11月16日・12月21日、大阪・肥後橋アワーズルーム）

### 2015年
- 「煩悩の僻地」（10月25日・12月5日、大阪・肥後橋アワーズルーム）

### 2016年
- 「煩悩の僻地」（2月6日、大阪・ライブシアターなんば白鯨）
- 「ラーンバーグ一族の呪い」（3月26日・27日、大阪・肥後橋アワーズルーム/4月29日、東京・阿佐ヶ谷アートスペースプロット）
- 「そして才能は戦場へ行った」（9月23日・9月24日、大阪・肥後橋アワーズルーム）

### 2017年
- 落語独演会「ペンギン」（9月24日、大阪・肥後橋アワーズルーム）
- 落語独演会「ペンギン再演」（10月9日、大阪・OCAT難波市民学習センター和室）

### 2018年
- 落語独演会「GEKITAN」（2月25日、大阪・ライヴ喫茶亀）
- 「マキコーム」（4月28日、大阪・肥後橋アワーズルーム）
- 「カラームカラーム」（6月30日、大阪・肥後橋アワーズルーム）
- 「新しい哲学」（9月1日、大阪・OCAT難波市民学習センター4階第1研修室）
- 「映画化未決定スペシャル」（10月20日、大阪・OCAT難波市民学習センター4階第4研修室）
- 「治らないで!!」（11月9日、東京・路地裏酒場 仲よし2階大広間）

### 2019年
- 「名古屋に天才が上陸」（1月13日、愛知・ライブシアター金色鮫）
- 「背中が北海道な奴を探せ」（2月24日、大阪・肥後橋アワーズルーム）
- 「聖書を配る独演会」（5月18日、大阪・肥後橋アワーズルーム/5月21日・法善寺庫裡）
- 「歌詞もこちらを覗いている」（7月20日、大阪・OCAT難波市民学習センター4階第3研修室）
- 「ミネラルウォーターで洗車すんな」（8月24日、東京・中野440スタジオ）
- 「このラジコン、いらないからやるよ！」（11月16日、大阪・OCAT難波市民学習センター4階第4研修室）

### 2020年
- 「ヌアンス刑務所」（2月22日、大阪・OCAT難波市民学習センター4階第3研修室）

### 2022年
- 「日光ウエディングプランナー」（3月26日、大阪・ライヴ喫茶亀）
- 「わたしを先に治療してください」（7月30日、大阪・楽屋A/8月6日、東京・早稲田クローバースタジオ）
- 「TENSAWA～天井を触りたい新婦～」（10月15日、大阪・ライヴ喫茶亀）
- 「本来あいさつすべきお父さん」（12月10日、大阪・ライヴ喫茶亀）

### 2023年(芸人引退時代)
- 「ZETTAI・AHO～ヒッチハイクする奴～」（1月21日、大阪・ライヴ喫茶亀）
- 「オレがおらん時どうしてんねん」（8月20日、大阪・ライヴ喫茶亀）

### 2024年
- 「今が全盛期なのか」（4月6日、東京・阿佐ヶ谷アートスペースプロット）
- 「ふらっと馬橋に住むことにした」（8月4日、東京・ふらっと馬橋）
- 「音響ネタのバケモノの凱旋」（12月29日、大阪・ライヴ喫茶亀）

### 2025年
- 「香水〜つけたら怒られる男〜」（3月15日、東京・新宿Fu+801）
- 「目〜見てくる〜」（4月24日、東京・阿佐ヶ谷アートスペースプロット）

## 企画・ユニットライブ

### 2011年
- 和牛×ドレッドノート×ハクション中西「満席にならないと打ち上げ代は中西もちになります。」（7月3日、大阪・5upよしもと）
- 「鍛錬」（9月2日、大阪・OCAT難波市民学習センター4階研修室）
- 守谷日和×バイク川崎バイク×矢野号×ハクション中西「この顔にピンときたら！！！！」（10月4日、大阪・5upよしもと）
- ラフ次元×祇園×ハクション中西「ラフ祇園おじさん」（12月4日、大阪・5upよしもと）

### 2012年
- おいでやす小田×ハクション中西「目つきの危ないやつら」（1月18日、大阪・5upよしもと）
- 回転ハッスル×ラフ次元×ハクション中西「ラフ次元とおじさんたち」（1月21日、大阪・5upよしもと）
- Dr.ハインリッヒ×デルマパンゲ×ハクション中西「蟹は実際、沢にいる」（7月13日、大阪・なんば白鯨）
- 「泣き虫教授の授業」（10月6日、大阪・OCAT難波市民学習センター4階第3会議室）
- 「たわごとBAR」（10月14日、大阪・なんば白鯨）

### 2013年
- 「座神の導きの会」（2月3日、大阪・OCAT難波市民学習センター4階第3会議室）
- 「対談！ハクション中西vs山が動く寺岡」（2月23日、大阪・OCAT難波市民学習センター4階会議室）
- 「ウルトラスーパーネタリクエストライブ」（2月24日、大阪・なんば白鯨）
- 「ユーライブ」（4月29日、大阪・OCAT難波市民学習センター）
- ハッピーピープル×ハクション中西「命を懸けて」（6月1日、大阪・なんば白鯨）
- 「しつこいライブ」（6月22日・8月24日、大阪・OCAT難波市民学習センター4階第3会議室）
- 「夢を語るBAR」（9月6日、大阪・なんば白鯨）
- 「べしゃりDVD」（9月7日、大阪・OCAT難波市民学習センター セミナー展示室）
- 「ハクション中西！未知との7番勝負！！」（9月16日・10月20日、大阪・なんば白鯨）
- 「ハクション中西のスーパー漫談」（10月14日、大阪・なんば紅鶴）
- 「こけたのにこけてないみたいな顔する選手権」（11月16日、大阪・肥後橋アワーズルーム）
- 「ハクション中西vs氷の妖精炎の五番勝負」（11月24日、大阪・なんば白鯨）

### 2014年
- 「音声コント収録祭り」（1月24日・2月6日・3月7日、大阪・なんば白鯨）
- 「飯食うための講演会」（3月3日、大阪・OCAT難波市民学習センター4階第2会議室）
- 「あきらめた夢に火をつけて、本人がやる気になったら、みんなで無視する選手権」（3月29日、大阪・肥後橋アワーズルーム）
- 「対談！！ハクション中西vs山が動く寺岡」（4月5日・8月2日、大阪・OCAT難波市民学習センター4階第2会議室/11月16日、大阪・肥後橋アワーズルーム）
- 「ハクション中西、好き嫌いをただただ語り尽くす！」（4月12日、大阪・OCAT難波市民学習センター）
- 「ハクション中西の熱血演技指導塾」（4月27日、大阪・肥後橋アワーズルーム）
- 「ハクション中西の謝罪会見」（5月18日、大阪・肥後橋アワーズルーム）
- 「バイバイバトル」「バイバイ大喜利」（5月18日・6月15日・7月20日・8月17日・9月21日・10月26日、大阪・肥後橋アワーズルーム）
- 「台本がクソなのに演出家が坂上忍ばりに厳しい演劇」（5月21日、大阪・ロフトプラスワンWEST）
- 「人からもらったプレゼントをすぐ地面に置く選手権」（6月15日、大阪・肥後橋アワーズルーム）
- 「マニアックマン」（6月30日・7月31日、大阪・なんば白鯨）
- 「ズボンを脱いでる最中の写真か履いてる最中の写真か当てる選手権」（7月20日、大阪・肥後橋アワーズルーム）

### 2016年
- 理不尽ネタバトル「リー夫人」（4月23日・5月21日・6月11日・7月30日・9月2日、大阪・OCAT難波市民学習センター）

### 2017年
- 「龍の壱 大喜利ドラゴン」（4月16日、大阪・なんば紅鶴/5月28日・7月30日、大阪・肥後橋アワーズルーム）
- 「人見知り克服セミナー」（4月22日、大阪・OCAT難波市民学習センター4階第2会議室）
- 街裏ぴんく×ハクション中西「もうおもろいやろ」（8月5日、東京・中野440スタジオ）
- 「大喜利ペンギン」（9月24日、大阪・肥後橋アワーズルーム）
- 「落語マルチーズ」（11月26日、大阪・肥後橋アワーズルーム）
- 「ハクション寄席」（11月26日、大阪・肥後橋アワーズルーム）

### 2018年
- 「創作届け」（1月12日、大阪・ライヴ喫茶亀）
- 「コタエール」（4月24日、大阪・なんば白鯨）
- ハクション中西企画「怒りのスパンキーライブ」（4月28日、大阪・肥後橋アワーズルーム）
- 「ひこーき雲佐藤の謝罪会見」（5月22日、大阪・なんば白鯨）
- 「ネタの作り方講座」（6月2日、大阪・OCAT難波市民学習センター4階第2会議室）
- 「ワンデーリップ計画」（7月24日、大阪・なんば白鯨）
- ハクション中西企画「連帯責任謝罪会見」（6月30日、大阪・肥後橋アワーズルーム）
- ハクション中西企画「いい質問をする選手権」（8月3日、大阪・道頓堀ZAZA Pocket's）
- 「仕事の哲学論」（8月18日、大阪・OCAT難波市民学習センター4階第1研修室）
- 「自伝に対する質問大会」（9月29日、大阪・なんば白鯨）
- 「ネタの作り方講座 実践編」（10月6日、大阪・OCAT難波市民学習センター4階第1会議室）

### 2019年
- 「サンタの忘れ物と福袋」（1月19日、大阪・OCAT難波市民学習センター4階第3研修室）
- 「野球のルール革命」（1月27日、大阪・肥後橋アワーズルーム）
- 「新しい焼肉奉行」（1月27日、大阪・肥後橋アワーズルーム）
- 「ハクション中西のコントの世界」（1月29日、大阪・なんば白鯨）
- 「ワサダをプロデュース」（3月9日、大阪・なんば白鯨）
- 「童貞自慢選手権」（3月21日、大阪・肥後橋アワーズルーム）
- 「カンペ・クーレ」（3月21日、大阪・肥後橋アワーズルーム）
- 街裏ぴんく×ハクション中西「もうおもろいやろ2」（8月5日、東京・阿佐ヶ谷アートスペースプロット）
- 「対談！ハクション中西vs山が動く寺岡」（6月15日、大阪・OCAT難波市民学習センター4階第1会議室）
- ハクション中西×にぼしいわし「パジャマパーティー」（9月21日、大阪・OCAT難波市民学習センター4階第4研修室）
- 「滑龍～スベったら理由を聞かれる～」（10月24日・12月27日、大阪・なんば紅鶴）
- 「ニャーネタ王決定戦」（11月18日、大阪・なんば紅鶴）

### 2020年
- 「架空新年会」（1月25日、大阪・なんば紅鶴）
- 「滑龍～スベったら理由を聞かれる～」（2月29日・3月22日、大阪・なんば紅鶴）

### 2022年
- ハクション中西Presents「答えは全部性欲オバケ」（4月16日、大阪・BAR舞台袖）
- ハクション中西Presents「架空の打ち上げ大喜利」（4月29日、大阪・BAR舞台袖）
- ハクション中西Presents「ニャーネタ王決定戦」（5月21日、大阪・楽屋A）
- 「ハクション中西のDVDをみんなで観て喋る会」（6月5日、大阪・なんば白鯨）
- 「黒にこだわる自画像」（8月7日、東京・早稲田クローバースタジオ/8月13日、大阪・OCAT難波市民学習センター4階第2会議室）
- 「創作落語と創作カレーとあとちょっと」（11月12日、大阪・なんば白鯨）
- 「ズボンを脱いでる写真か履いてる写真か当てる選手権」（12月9日、大阪・ライヴ喫茶亀）

### 2023年(芸人引退時代)
- 「ファンとなにしてんねん」（7月24日、大阪・OCAT難波市民学習センター4階第1会議室）
- 「対談！！！！！ハクション中西vs山が動く寺岡」（12月8日、大阪・ライヴ喫茶亀）

### 2024年
- 「マルヨン」（5月23日・6月16日・8月4日、東京・ふらっと馬橋）

### 2025年
- 「シャドウ」（1月5日、東京・新宿Fu+801）
- ハクション中西×しんたろうツーマンライブ「苦悩〜明るいライブ〜」（2月15日、東京・新宿Fu+801）
- 「してくる〜替え歌をしてくる〜」（4月24日、東京・阿佐ヶ谷アートスペースプロット）

## 朗読会
朗読家転身以降、ツイキャスの有料配信で定期的に自作の短編小説の朗読会を実施。これは芸人復活後も継続して行っている。なお芸人引退前の2019年にはライブで朗読会を開催。

### 2019年
- 「歌詞もこちらを覗いている」（7月20日、大阪・OCAT市民学習センター4階第3会議室）

### 2023年
- 「飼い主のほうを一回も見ないオバハン」（3月24日）
- 「トサカの気持ち」（4月29日）
- 「魚顔のヒロシくん」（6月23日）
- 「給料日がやってくる！ヤァ！ヤァ！ヤァ！」（10月1日）

### 2024年
- 「小指を折っただけなのに」（2月24日）
- 「最後の読書好き」（4月20日）
- 「こんなところで死にたくない」（9月26日）
- 「その犬じゃないですよ」（11月28日）

### 2025年
- 「人類はまだ本当の黄色を知らない」（2月24日）